# Kuře pro Lindu
Kuře pro Lindu (v originále Linda veut du poulet !) je francouzsko-italský animovaný film z roku 2023, který režírovali Chiara Malta a Sébastien Laudenbach. Snímek měl světovou premiéru na filmovém festivalu v Cannes dne 20. května 2023.

## Děj
Matka Paulette slíbí své osmileté dceři Lindě, že jí uvaří kuře na paprice, jako ho dělal její otec, který zemřel, když byla Linda ještě dítě. Kvůli generální stávce ale není snadné kuře sehnat. Naštěstí Lindě pomůže její rodina, přátelé a nakonec i celé její okolí.

## Dabing postav
| Mélinée Leclerc    | Linda                            |
| Clotilde Hesme     | Paulette, matka Lindy            |
| Lætitia Dosch      | Astrid, starší sestra Paulette   |
| David Boring       | Serge, začínající policista      |
| Patrick Pineau     | Jean-Michel, řidič kamionu       |
| Claudine Acs       | Mémé, matka Jean-Michela         |
| Scarlett Cholleton | Annette, dívka                   |
| Alenza Dus         | Carmen, nejlepší kamarádka Lindy |
| Anais Weller       | Afia, kamarádka Lindy            |

## Ocenění
- Mezinárodní festival animovaných filmů v Annecy: nejlepší celovečerní film a cena Fondation Gan pour le cinéma
- Mezinárodní festival frankofonních filmů v Namuru: nejlepší scénář
- Filmový festival v Turíně: nejlepší scénář
- Mezinárodní filmový festival Guadalajara: nejlepší animovaný film
- César: nejlepší animovaný film